# Gakgatla
Gakgatla est une ville du Botswana.